# 奥列诺夫卡 (沃尔诺瓦哈区)

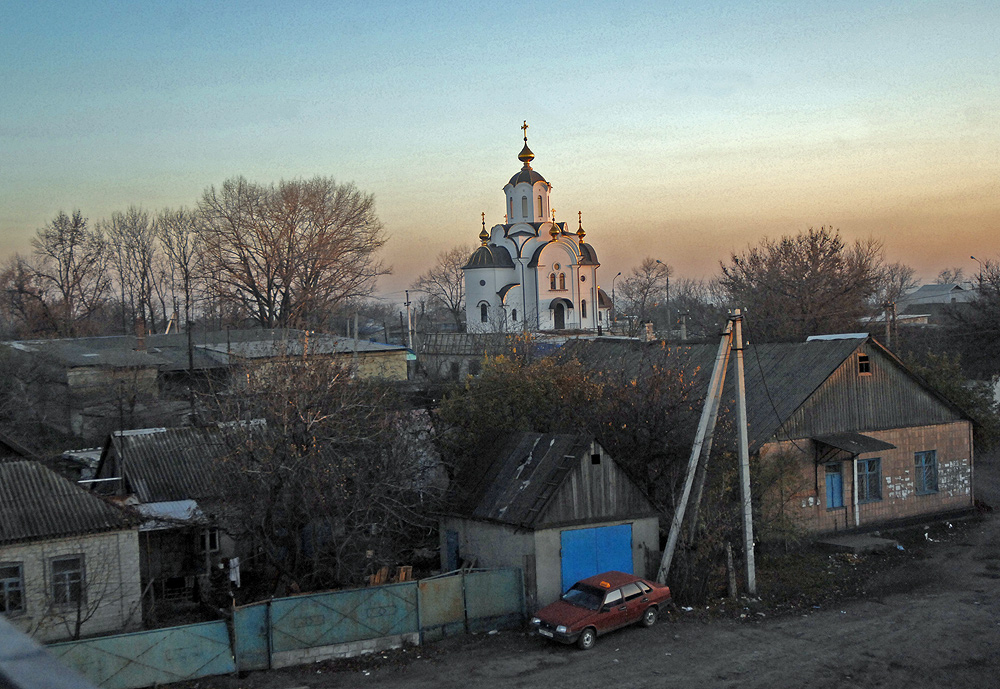
教堂

奥列尼夫卡（羅馬化：Olenivka），或按俄语名译为奥列诺夫卡（俄语：Оленовка），是烏克蘭東部的一个市级镇。该镇于2020年后名义上由頓涅茨克州卡利米烏斯凱區多库恰耶夫斯克市镇管辖。该镇始建於1840年，海拔高度216米，面積4.7平方公里，2011年人口4,729，人口密度每平方公里1,006.17人。

## 历史
2014年，奥列诺夫卡被顿涅茨克人民共和国控制。在俄方的行政建制中该地隶属于原沃尔诺瓦哈区。2022年在未被国际承认的公投中被俄罗斯吞并。2022年7月29日奧列尼夫卡監獄大屠殺发生在此地附近。